# Тарасовский сельский округ (Акмолинская область)
Тара́совский се́льский о́круг (каз. Тарасов ауылдық округі) — административная единица в составе Жаксынского района Акмолинской области Республики Казахстан. Административный центр — село Тарасовка.
С февраля 2021 года акимом сельского округа является Кудайбергенова Куралай Койшыбаевна.

## История
В 1989 году существовал Островский сельсовет (село Тарасовка и станция Казахская).

## Население
| Численность населения округа | Численность населения округа | Численность населения округа |
| 1989                         | 1999                         | 2009                         |
| ---------------------------- | ---------------------------- | ---------------------------- |
| 1 117                        | 844                          | ↘587                         |

## Состав
В нынешний момент в состав сельского округа входит 2 населённых пункта:
| Населённый пункт | Тип населённого пункта       | Население, человек (1989) | Население, человек (1999) | Население, человек (2009) |
| ---------------- | ---------------------------- | ------------------------- | ------------------------- | ------------------------- |
| Казахское        | село                         | 178                       | 143                       | 126                       |
| Тарасовка        | административный центр, село | 959                       | 701                       | 461                       |

## Предприятий
Базовое хозяйство округа представляет ТОО «Тарас». Всего по округу насчитывается 4 ТОО и 10 крестьянских хозяйств.
На территории села Тарасовка есть 4 частных магазина, где имеются все необходимые товары первой необходимости.
Имеется пекарня, которая полностью обеспечивает потребность население в хлебе.

## Объекты округа

### Объекты образования
Имеется Островская средняя школа со смешанным языком обучения, при школе действует миницентр на 15 мест. Также есть сельская библиотека.

### Объекты здравоохранения
Медицинское обслуживание в МП сельского округа осуществляет  специалист врач общей практики, где проводят  профилактические мероприятия и амбулаторное лечение.